# Теди Москов
Теди Москов, роден Стефан Стефанов Москов, е български театрален, телевизионен и кинорежисьор.

## Биография
Роден е през 1960 г. в София. Той е син на българската поетеса, детска писателка, драматург и сценарист (лекар по образование) Рада Москова и на фониатъра на Операта д-р Стефан Москов. Брат на неговия дядо е социалдемократът д-р Атанас Москов, който пребивава дълго време в комунистическите концлагери.
Завършва куклена режисура във ВИТИЗ (1985) при режисьорката Юлия Огнянова и специализира драматична в „Академия д'Арте Драматика“ в Рим през 1992.
Основател и режисьор на театър „Ла Страда“. Между 1993 и 1996 г. снима 9 епизода от телевизионното шоу „Улицата“, отличено със „Златна роза на критиката“ в Монтрьо през 1996 година.
През 1995 г. започва да поставя пиеси в немски театри, като някои от пиесите са: „Сирано дьо Бержерак“ в Хамбург, „Спящата красавица“ в Щутгарт, „Кралят-елен“ в Дармщат.
През 2002 г. заснема игралния филм „Рапсодия в бяло“, а през 2006 – документалния „Преводачката на черно-бели филми“.
През 2009 г. поставя „Хубавото лошо време“ по „Бурята“ на Шекспир в Драматичен театър Пловдив. Премиерата е на 16 декември 2009 г.
През март 2010 г. започва репетиции на „Сирано дьо Бержерак“ в Народния театър „Иван Вазов“ в София. На 11 ноември 2010 г. в „Сълза и смях“ в София излиза премиерата на спектакъла на Държавен куклен театър – Варна – „Възгледите на един пън“. В тази връзка режисьорът казва „Вълнуват ме въпросите, свързани с раждането на едно човече от дърво. Както и обратното – превръщането на човек в пън. Не правя постановка за Пинокио, а философски спектакъл. Всички сме на клона на някакво дърво. Какво става с нас, когато животът ни откъсне и ни запрати нанякъде. Така поставена, темата може да звучи и смешно, и философски“.
През 2010 г. в Деня на народните будители е отличен с наградата „Златен век“.
Съпруг е на актрисата Мая Новоселска, имат син Иван. Неговият братовчед, лекарят д-р Петър Москов, влиза в политиката като учредител на нова дясна партия, а впоследствие и член на нейното ръководство.